# Померанц, Кеннет
Кеннет «Кен» Померанц (англ. Kenneth "Ken" Pomeranz; род. 4 ноября 1958) — американский синолог, также занимающийся сравнительной и глобальной историей, внес пионерский вклад в последнюю. Доктор философии (1988), Университетский профессор Чикагского университета, прежде преподавал в Калифорнийском университете в Ирвайне (до 2012 года). Член Американской академии искусств и наук и членкор Британской академии (2017). Лауреат премий Дэна Дэвида (2019) и Тойнби (2021).
Исследования относятся к социальной, экономической и экологической истории, также занимался вопросами политогенеза, империализма, религии, гендера и другими. Являлся президентом AHA (в 2013). Наиболее известен своим трудом «Великое расхождение: Китай, Европа и создание современной глобальной экономики» (The Great Divergence: China, Europe, and the Making of the Modern World Economy, Princeton University Press, 2000).

## Биография
Родился в семье бежавших из гитлеровской Германии, учился в школе в Нью-Йорке, затем в Корнелле. Первоначально изучал американскую и европейскую историю, особое влияние на него оказал Уолтер Лафибер. Впоследствии займется и историей Китая, занимался у Sherman Cochran.
Степень доктора философии получил в Йеле, где занимался для того с осени 1980 года, учился у Джонатана Спенса; уже тогда он окончательно решил переключиться с Западной Европы на Китай; проведет свой 1985-86 учебный год в Китае, в частности в столице провинции Шаньдун. Первые 24 года своей карьеры, с 1988, преподавал в Калифорнийском университете в Ирвайне (в 1999—2004 завкафедрой), в 2012 году перешёл в Чикагский университет Университетским профессором. На данный момент он единственный, кто дважды удостоился John K. Fairbank Prize (1994, 2001).
Соредактор-основатель Journal of Global History, начавшего издаваться в 2006. В настоящее время работает над книгой Why Is China So Big?
Первая книга, вышедшая на основе его диссертации — The Making of a Hinterland: State, Society and Economy in Inland North China, 1853—1937 (University of California Press, 1993), удостоилась John K. Fairbank Prize.
Той же награды удостоится и его вторая книга The Great Divergence: China, Europe, and the Making of the Modern World Economy (Princeton University Press, 2000), также отмеченная Bentley Book Prize и переводившаяся более чем на пять языков. Также соавтор The World that Trade Created: Society, Politics and an Emerging World Economy (M.S. Sharpe, 1999; 2005).
Редактор шести книг, в частности Production, Destruction, and Connection, 1750-Present. Part 1: Structures, Spaces, and Boundary Making, The Cambridge World History, vol. VII (Cambridge: Cambridge University Press, 2015), Production, Destruction, and Connection, 1750-Present. Part 2: Shared Transformations? The Cambridge World History, vol. VII (Cambridge: Cambridge University Press, 2015), Worlds Together, Worlds Apart: A Companion Reader (New York: W.W. Norton, 2011).
Супруга — Морин Грейвс (Maureen Graves).

## Научные идеи
Относится к "калифорнийской школе глобальных историков".
Как и другие представители Калифорнийской школы экономической истории, Померанц считает, что между ключевыми центрами Западной Европы и Азии до XIX века существовал экономический и производственный паритет. По его мнению, глобальная коммерциализация, коммодификация товаров, земли и рабочей силы не вели к промышленному перевороту сами по себе. Все основные экономические регионы мира, включая Западную Европу, к XVIII в. зашли в «протоиндустриальный» тупик, и «прорыв» Европы случился благодаря двум важнейшим обстоятельствам: наличию в изобилии легкодоступного угля в Великобритании и сверхприбылям от использования богатств Нового Света.

## Сочинения
- Померанц К. Великое расхождение. Китай, Европа и создание современной мировой экономики = The Great Divergence: China, Europe, and the Making of the Modern World Economy. — Издательский дом «Дело» РАНХиГС, 2017. — 590, [1] с. : ил., табл. ISBN 978-5-7749-1201-8